# Cachucha

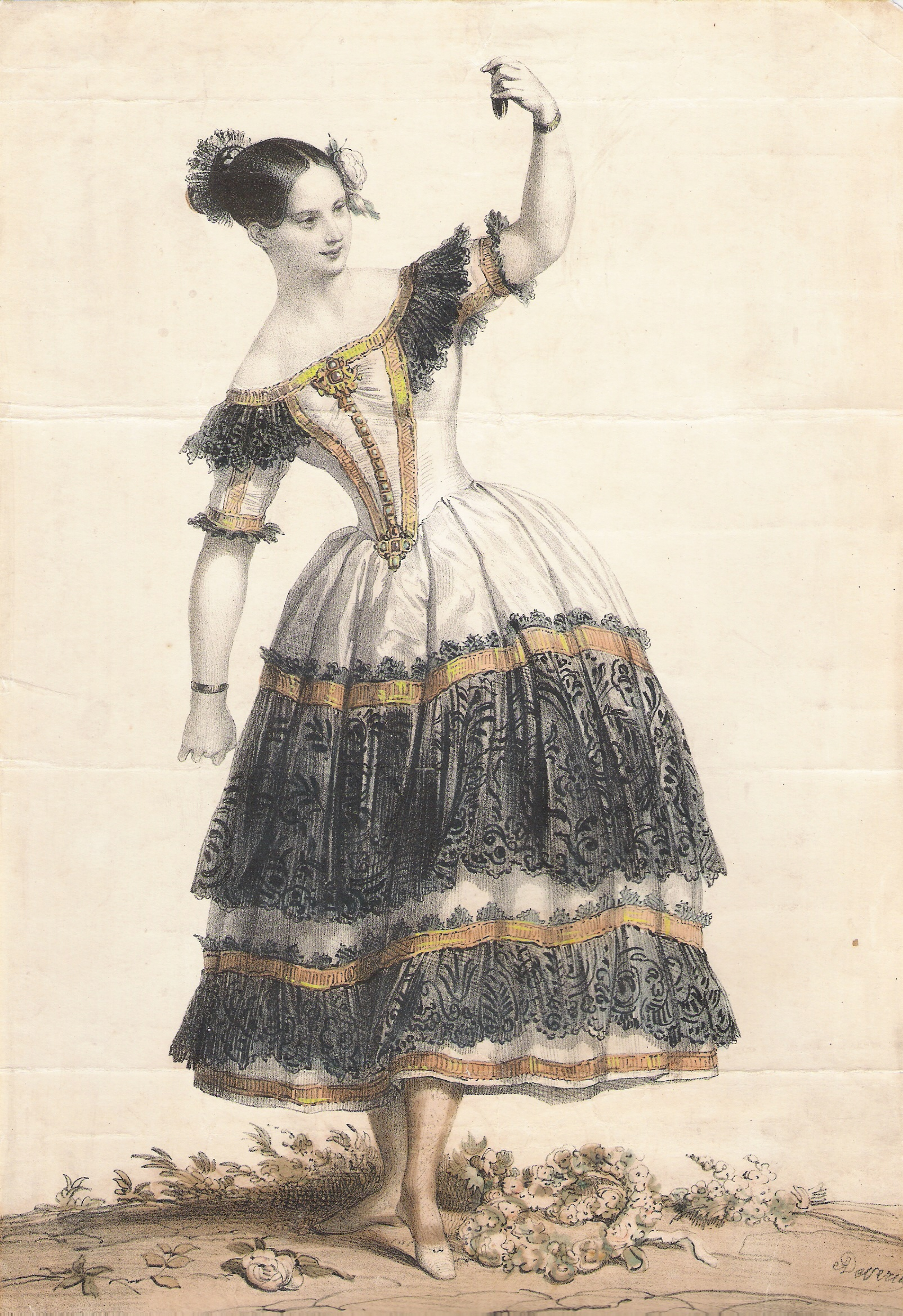
Fanny Elßler tanzt eine Cachucha in Le Diable boiteux

Die Cachucha ist ein spanischer (andalusischer) Solotanz im 3/4- bzw. 3/8-Takt, der dem Bolero ähnelt. Er stammt ursprünglich aus der Provinz Cádiz und wird sowohl von Frauen als auch von Männern aufgeführt.
Der Tanz wird üblicherweise durch rhythmisches Schlagen der Kastagnetten und Stampfen der Absätze begleitet. Im 19. Jahrhundert war die Cachucha ein beliebter Bühnentanz in ganz Europa. Vor allem die österreichische Tänzerin Fanny Elßler erlangte mit ihrer Aufführung der Cachucha in Casimir Gides Ballett Le Diable boiteux (Der hinkende Teufel, 1836) Berühmtheit und sorgte für eine Sensation. Sie trug maßgeblich zum Erfolg des Tanzes bei.
Eine genaue Beschreibung des Tanzes findet sich in der Grammatik der Tanzkunst von Friedrich Albert Zorn. Aufgrund dieser Beschreibung wurde die Cachucha 1967 von Ann Hutchinson und Philippa Heale für die Ballet-for-All-Gruppe des Royal Ballet rekonstruiert und 1969 von der Wiener Staatsoper übernommen.